# Hexai
Hexai (em armênio: Հեշայ; romaniz.: Hešay) ou Quexa (Խեշա, Χeša) foi um nobre armênio (nacarar) do século IV, ativo durante o reinado do rei Cosroes III (r. 330–339).

## Nome
Hexai (Հեշայ, Hešay) ou Quexa (Խեշա, Χeša) são nomes de origem incerta.

## Vida
Hexai nasceu em data incerta ao longo do século IV. Alegadamente descendia da dinastia orôntida e era filho do vitaxa de Arzanena Bacúrio e irmão de uma nobre de nome incerto, que foi desposada pelo príncipe de Siúnia Valinaces I (r. 330–339). Bacúrio conduziu uma revolta fracassada contra o rei Cosroes III (r. 330–339) e foi derrotado por forças combinadas de Vache I Mamicônio e Antíoco. Com sua derrota, sua propriedade e dignidades foram dadas a Valinaces. No entanto, por gozar do apoio da família Mamicônio, logo a herança de Bacúrio foi revertida para seu filho Hexai, que tornar-se-ia vitaxa de Arzanena.